# 알렉상드르 아카디

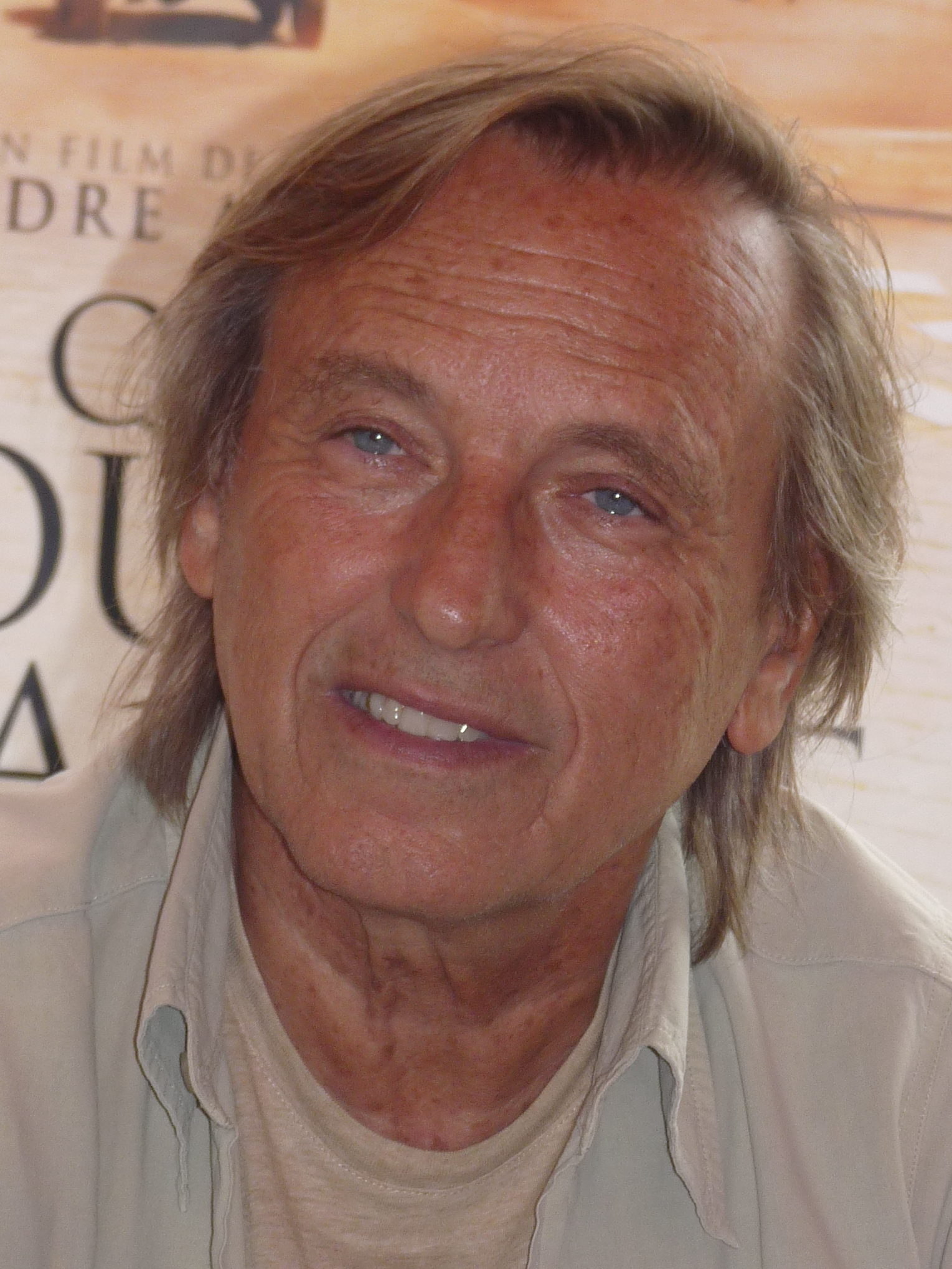

알렉상드르 아르카디(Alexandre Arcady, 1947년 3월 17일 ~ )는 프랑스의 영화 감독, 각본가, 영화 제작자이다.
알제에서 태어났다.

## 영화
- 24일 (2014년)
- 파이브 브라더스 (2010년)
- 사강 (2008년)
- 엑스텐션 (2003년)
- 코드 네임 K (1997년)
- 세이 예스 (1995, Dis-moi oui)
- 식스 데이 식스 나잇 (1994년)
- 속죄의 날 (1992, Le Grand Pardon 2)
- 샤샤를 위하여 (1991년)
- 위기의 두 형사 (1989, L'Union sacrée)
- 암즈 (1989년)
- 유쾌한 은행털이 (1985년)
- 투 비 트웬티 인 더 오레스 (1972년)